# 海因茨·比克尔
海因茨·比克尔（德語：Heinz Büker，1941年7月6日—），德国男子皮划艇运动员。他曾代表德国联队参加1964年夏季奥林匹克运动会皮划艇比赛，获得男子双人皮艇1000米铜牌。